# Women's WorldTour Ronde van Drenthe 2017
Il Women's WorldTour Ronde van Drenthe 2017, undicesima edizione della corsa e valida come seconda prova dell'UCI Women's World Tour 2017, si svolse il 26 marzo 2017 su un percorso di 152,2 km, con partenza e arrivo a Hoogeveen, nei Paesi Bassi. La vittoria fu appannaggio della danese Amalie Dideriksen, la quale completò il percorso in 3h51'17", precedendo l'italiana Elena Cecchini e l'olandese Lucinda Brand.
Sul traguardo di Hoogeveen 37 cicliste, su 118 partite dalla medesima località, portarono a termine la competizione.

## Squadre e corridori partecipanti[2]
| N.    | Cod. | Squadra                        |
| ----- | ---- | ------------------------------ |
| 1-6   | DLT  | Boels-Dolmans Cycling Team     |
| 11-16 | ALE  | ALÉ-Cipollini                  |
| 21-26 | BTC  | BTC City Ljubljana             |
| 31-36 | LPR  | Canyon-SRAM Racing             |
| 41-46 | CBT  | Cervélo-Bigla Pro Cycling Team |
| 51-56 | CVB  | Colavita-Bianchi               |
| 61-66 | CPC  | Cylance Pro Cycling            |
| 71-76 | DRP  | Drops Cycling Team             |
| 81-86 | FUT  | FDJ                            |
| 91-96 | HPU  | Hitec Products                 |

| N.      | Cod. | Squadra                     |
| ------- | ---- | --------------------------- |
| 101-106 | LWW  | Lares-Waowdeals Women       |
| 111-116 | LWK  | Lensworld-Kuota             |
| 121-126 | LBL  | Lotto-Soudal Ladies         |
| 131-136 | ORS  | Orica-Scott                 |
| 141-146 | PVD  | Parkhotel Valkenburg-Destil |
| 151-156 | SUN  | Team Sunweb                 |
| 161-166 | WM3  | WM3 Pro Cycling Team        |
| 171-176 | TIB  | Tibco-Silicon Valley Bank   |
| 181-186 | TVW  | Team VéloConcept Women      |
| 191-196 | WHT  | Wiggle-High5                |

## Ordine d'arrivo (Top 10)
| Pos. | Corridore            | Squadra       | Tempo    |
| ---- | -------------------- | ------------- | -------- |
| 1    | Amalie Dideriksen    | Boels         | 3h51'17" |
| 2    | Elena Cecchini       | Canyon        | s.t.     |
| 3    | Lucinda Brand        | Sunweb        | s.t.     |
| 4    | Elisa Longo Borghini | Wiggle-High5  | s.t.     |
| 5    | Annemiek van Vleuten | Orica-Scott   | s.t.     |
| 6    | Jolien D'Hoore       | Wiggle-High5  | s.t.     |
| 7    | Marianne Vos         | WM3           | s.t.     |
| 8    | Alice Barnes         | Drops         | s.t.     |
| 9    | Chantal Blaak        | Boels         | s.t.     |
| 10   | Chloe Hosking        | ALÉ-Cipollini | s.t.     |